# Pierre Delaire

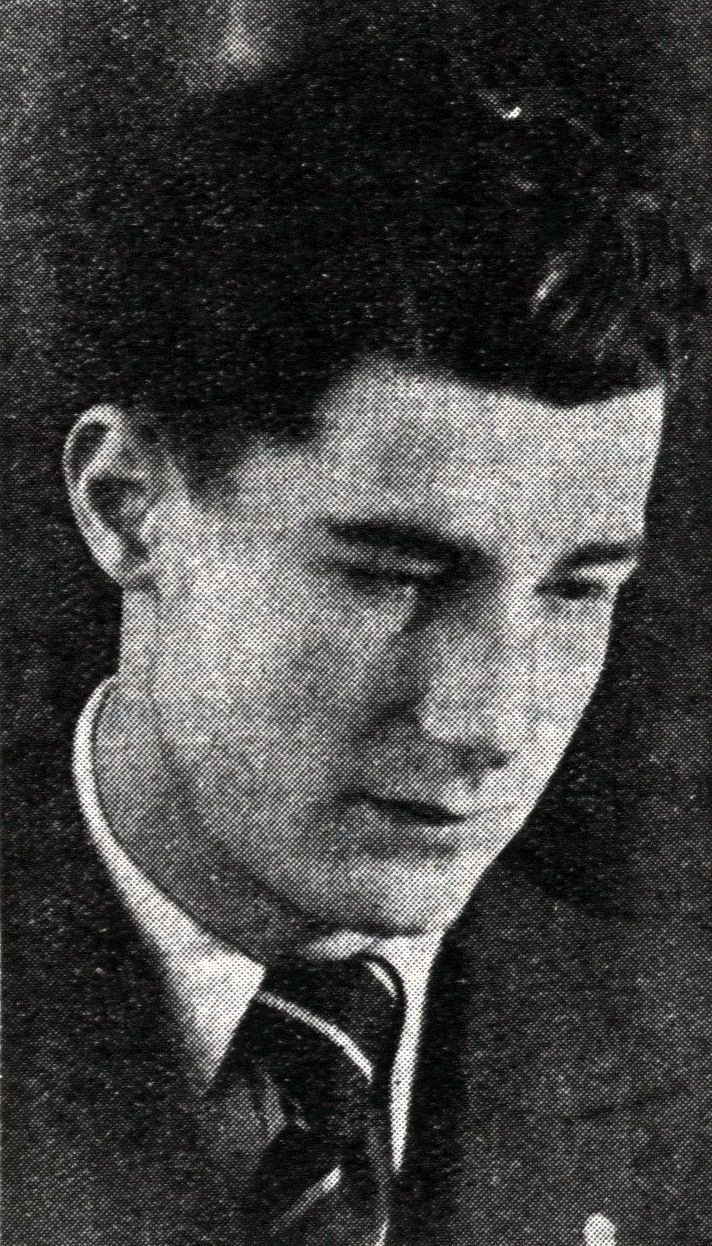
Pierre Delaire, 1939

Pierre Delaire (* 30. Dezember 1919 in Orléans, Frankreich; † 22. Juni 1985 ebenda) war ein französischer Schriftsteller.

## Leben
Schon als Knabe lernte Pierre Delaire Esperanto. Als 17-Jähriger publizierte er seine Methode, Esperanto zu lernen, die eine Referenz im französischen Sprachraum bis in die siebziger Jahre blieb. Er war auch der Begründer des Centre national Esperanto-Office, eines Zentrums für Esperanto. Nun ist er am meisten bekannt als Übersetzer von Der kleine Prinz von Antoine de Saint-Exupéry.

## Werke
- 1936 L’Esperanto en douze leçons. 5 Wiederausgaben
- 1937 Radiesteza Gazeto – internacia esperantlingva organo de la radiestezoj kaj radiestezo-amikoj. Monatsschrift
- 1937 Tu seras Espérantiste ! Propaganda  Neuausgabe in 1975
- 1938 Estu radiesteza serĉisto! Übersetzung eines Buches ûber Radiästhesie  von Émile Christophe
- 1959 L’espéranto : fil d’Ariane du cœur et de l’esprit . (Zweisprachiger Text)
- 1961 La Eta Princo Übersetzung von Der kleine Prinz. Neuausgabe  1984
- 1963 L’edelvejso kaj la tri vagabondinoj – teatrajxeto. Theaterstück
- 1965 L’Espéranto vivant – Cours pratique complet, encyclopédique – Grammaire et méthode directe.
- 1972 La Dolĉa Franclando. Reisebuch

| Personendaten    | Personendaten                |
| ---------------- | ---------------------------- |
| NAME             | Delaire, Pierre              |
| KURZBESCHREIBUNG | französischer Schriftsteller |
| GEBURTSDATUM     | 30. Dezember 1919            |
| GEBURTSORT       | Orléans                      |
| STERBEDATUM      | 22. Juni 1985                |
| STERBEORT        | Orléans                      |